# Banca Nuova
Banca Nuova S.p.A. era una banca italiana con sede a Palermo, in Sicilia. La banca aveva filiali principalmente nell'isola e nella regione Calabria. Era una controllata della Banca Popolare di Vicenza (BPVi). A giugno 2017 la banca è stata acquistata da Intesa Sanpaolo con bail-out finanziato dal governo seguendo il destino della capogruppo Banca Popolare di Vicenza. Nel 2018 la banca è stata fusa per incorporazione in Intesa Sanpaolo.

## Storia
I predecessori della banca, Banca Nuova S.p.A. e Banca del Popolo - Banca Popolare (Banca del Popolo S.p.A., con sede a Trapani), sono stati acquisiti dalla Banca Popolare di Vicenza nel 2000. Nel luglio 2002 la Banca Nuova è stata fusa in Banca del Popolo, che è stata rinominata Banca Nuova S.p.A. , trasferendo la propria sede legale da Trapani a Palermo.

### Banca del Popolo - Banca Popolare (1883-2002)
Banca del Popolo - Banca Popolare S.c.a.r.l. era una banca cooperativa fondata nel 1883 a Trapani. Nel 1996, fu esposto che uno degli azionisti della banca (8% del capitale sociale), Vincenzo Piazza, era legato alla mafia. In termini di filiali, Banca del Popolo non faceva parte della top 10 delle banche dell'isola nel 1999; tuttavia, la banca era il secondo istituto di credito dopo Banca Sicula all'interno della provincia di Trapani per una quota di mercato del 12,06% nel 1997, in termini di depositi, con sportelli nelle provincie di Trapani e di Palermo. La quota di maggioranza della banca è stata acquisita da Banca Popolare di Vicenza nel 2000 e con una " offerta pubblica di acquisto " (OPA) le rimanenti azioni sono state acquistate alla fine del 2000 e OPA completata nel febbraio 2001. Dopo l'acquisizione, la banca è stata demutualizzata ed è diventata una società per azioni intorno al 2000-01. La banca è stata fusa con la rete di Banca Nuova di BPVi nel luglio 2002.

### Banca Nuova (2002-2018)
La [vecchia] Banca Nuova S.p.A. era una nuova società costituita il 25 agosto 2000 nella Provincia di Treviso, che ha acquisito 20 filiali (19 nella regione Calabria e 1 a Rieti, regione Lazio) dal gruppo bancario Banca Intesa (rispettivamente dalle sue controllate Banca Carime e Cassa di Risparmio di Rieti) il 1 ° gennaio 2001.
Nel febbraio 2002 aveva 30 filiali nella suddetta zona, nonché nell'isola della Sicilia, dove la società aveva sede. La banca ha iniziato ad aprire filiali da sola dal 2000.
La banca nasce nel 2000 nell'ambito del "Progetto Centro Sud'" di Banca Popolare di Vicenza. Nel 2002, a seguito dell'acquisizione da parte della Popolare di Vicenza della Banca del Popolo - fondata nel 1883 - viene incorporata da questa mantenendo il nome di Banca Nuova e lasciando la sede legale a Palermo.  Diretta dalla fondazione da un manager proveniente da Mediocredito, Francesco Maiolini, dopo le sue dimissioni nel maggio 2012 si sono succeduti Umberto Seretti,  Adriano Cauduro, Gabriele Piccinni. Dalla fusione di Banca Nuova e Banca del Popolo, la banca ha ampliato la sua rete acquisendo da altri gruppi bancari, nonché aprendo nuove filiali dalla banca stessa. Nel 2004, Banca Antoniana Popolare Veneta ha ceduto 30 filiali a Banca Nuova. Nel 2005 è stata rilevata una controllata di Banca Popolare di Vicenza, PrestiNuova S.p.A. La società era specializzata in prestiti garantiti (per un quinto dello stipendio). Al 31 dicembre 2009 , Banca Nuova deteneva l'88,67% delle azioni. Gli altri azionisti erano allora la controllante BPVi (6,34%) e la banca siciliana Banca Popolare Sant'Angelo (5%). [14] Il 1 ° marzo 2011, la vecchia persona giuridica di Banca Nuova è stata sostituita da un'altra con lo stesso nome,  quest'ultima è stata costituita il 31 agosto 2010.  Dopo l'accordo, PrestiNuova è diventata una società sorella di Banca Nuova, invece di una controllata, di cui BPVi possedeva il 95% e di cui ha raggiunto il 100% delle azioni nel 2013.
Banca Nuova e la sua controllante Banca Popolare di Vicenza hanno sofferto di carenze di capitale nel 2016 (ad esempio, il coefficiente di capitale primario di Banca Nuova era pari al 6,74% al 31 dicembre 2015, appena superiore al requisito, stessa condizione nella capogruppo (il CET1 ratio del gruppo era 6,65 %). Dopo il fallimento dell'offerta pubblica iniziale delle sue azioni da quando è diventata una società per azioni , la società madre è stata salvata dal suo sottoscrittore Atlante a metà 2016 per circa 1,5 miliardi di euro, che ha sostituito UniCredit come sottoscrittore. 

#### L'acquisizione
Nell'ambito dello scandalo della controllante BPVi nel 2016-17, la banca è stata vittima di una causa riguardante la vendita abusiva delle azioni di BPVi ai depositanti della banca, nel corso della quale la società madre era una società cooperativa per azioni. Dopo che la situazione finanziaria di BPVi è ulteriormente peggiorata, è stato dichiarato dalla Banca centrale europea (il supervisore di BPVi) che il gruppo bancario era insolvente nel 2017. Il governo italiano ha finanziato il salvataggio dei depositanti (e il bail-in dell'investitore di BPVi) da parte di Intesa Sanpaolo, il secondo gruppo bancario italiano per totale attivo, che ha acquisito la maggior parte delle attività e passività di Banca Popolare di Vicenza, nonché Banca Nuova. Il 26 ottobre è stato annunciato che la banca sarebbe stata assorbita da Intesa Sanpaolo come filiali, perdendo il marchio e lo stato di incorporazione separata. Il progetto di fusione è stato approvato dal consiglio di amministrazione di Intesa Sanpaolo il 5 febbraio 2018.
Una decisione dell'Autorità Garante della Concorrenza , ha rivelato che la banca (come parte di BPVi), aveva una quota di mercato, in termini di depositi , del 5-10% nella provincia di Trapani, come oltre lo 0-5% anche in altre 8 province della Sicilia prima della fusione;  la stessa decisione ha anche rivelato che BPVi (attraverso Banca Nuova e la società consociata) aveva una quota di mercato, in termini di prestiti alle famiglie del 10-20% nel Provincia di Trapani e 5-10% nelle province di Agrigento, Caltanissetta, Enna, Messina, Palermo e del 0-5% nelle province di Catania, Ragusa e Siracusa . L'11 luglio 2017 è stato inoltre annunciato che Banca Nuova aveva restituito parte dei crediti deteriorati a BPVi, che ora fungeva da cattiva banca (bad bank). A seguito del decreto governativo del 25 giugno 2017, essendo la stessa una controllata della Banca Popolare di Vicenza, è entrata a far parte del gruppo Intesa Sanpaolo. La banca contava 80 filiali al febbraio 2018.
Banca Nuova S.p.A. è stata incorporata in Intesa Sanpaolo dal 7 aprile 2018.

## Altre società controllate
- PrestiNuova era una filiale di Banca Nuova ma in seguito una consociata. Si è specializzato nel credito al consumo . Al 31 dicembre 2016 la società aveva un coefficiente patrimoniale di CET1 del 10,09%, un totale attivo di € 354 milioni e un patrimonio netto di € 42 milioni. Le restanti 5% di PrestiNuova sono state acquistate da Banca Popolare Sant'Angelo nel 2013, per circa 1,9 milioni di euro.
- FarmaNuova: Banca Nuova possedeva il 30% delle azioni della società FarmaNuova nel 2009. La società era dedicata alle farmacie. FarmaNuova è stata assorbita dalla consociata FarBanca nel 2012.